# Pop mongol
El Pop mongol, (Mongol cirílico: Монгол поп / Mongol tradicional: ᠮᠥᠨᠭᠶᠥᠯ ᠫᠥᠫ) también conocido dentro de Mongolia como M-pop (Mongol Cirílico: M-поп / Mongol tradicional: ᠮ.ᠫᠥᠫ , es un estilo musical que se originó en Mongolia en los años 70 y que fue desarrollando en las décadas siguientes. Desde principios de los años 90, tras el fin del comunismo y la llegada de nuevas libertades, la música pop mongola se ha visto expuesta a nuevas tendencias musicales que provocaron la aparición de una nueva ola de nuevos cantantes y bandas.

## Raíces

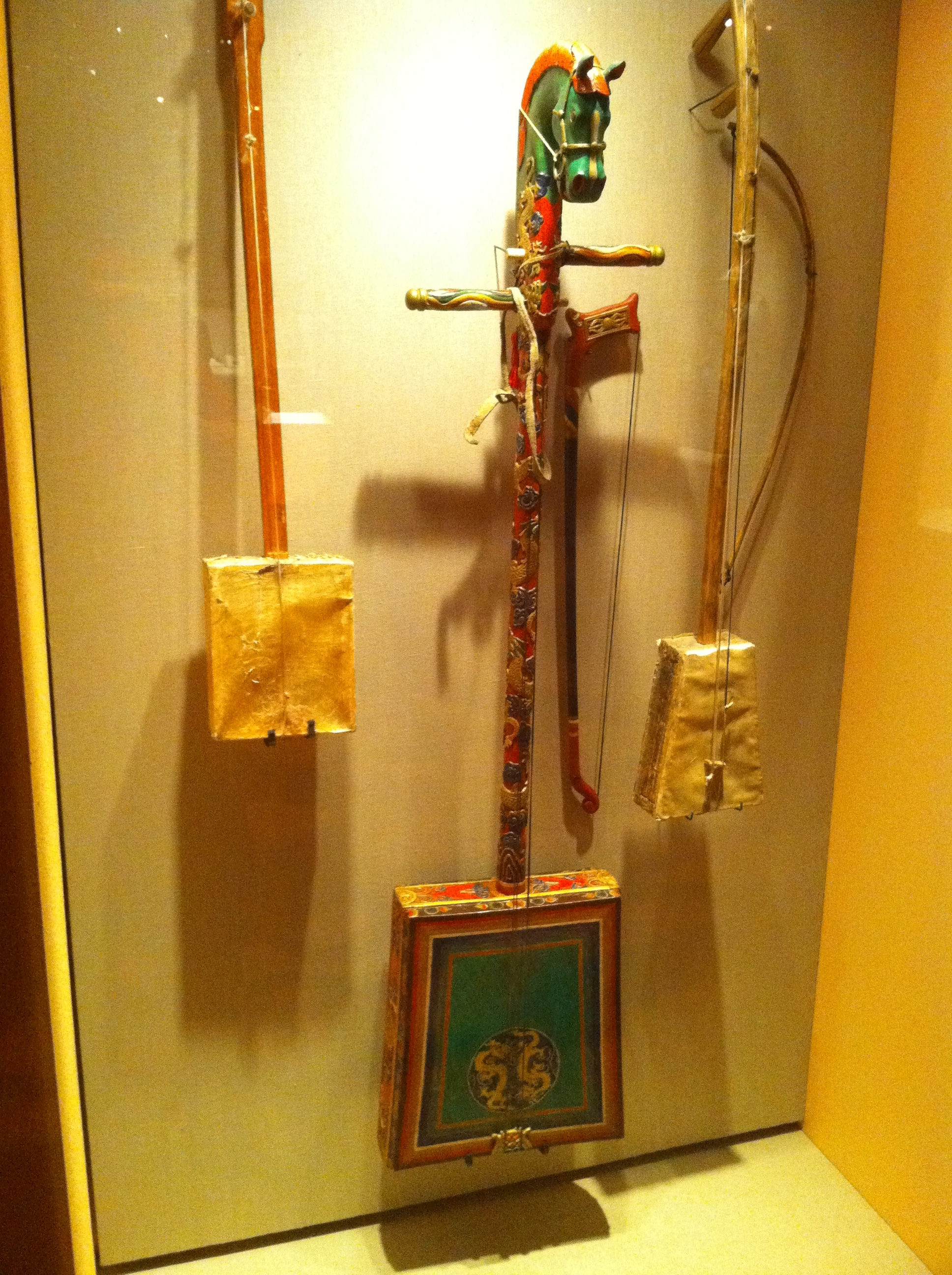
Un Morin juur acompañado de dos Shanz. Instrumentos tradicionales que se utilizan hoy en día también para canciones de Pop y de Rock en Mongolia

Al igual que otras variantes de la música pop en Asia Oriental, como el J-pop, el K-pop o el C-pop, el pop mongol tiene sus raíces en la música tradicional interpretada con instrumentos autóctonos del páis como el Yatga, el Morin Khuur y el Shanz entre otros muchos. Desde el punto de vista vocal, la música mongola siempre se ha caracterizado por tener sus propias peculiaridades. Una de estas, es el canto difónico, también conocido como "Canto gutural", una forma particular de interpretar, efectuada normalmente por vocalistas masculinos, que sólo se puede encontrar en Mongolia, en países vecinos de Asia Central con tradición nómada y en las regiones antaño mongolas y hoy en día rusas de Kalmukia, Tuvá y Buriatia.
En lo que a las voces femeninas respecta, las voces, típicas de la tradición musical mongola han sido, por lo general, sopranos que al interpretar llegan a alcanzar notas muy agudas.
Entre los géneros que emergieron en esta tapa destaca el de la canción larga o Urtyin duu, un tipo de canción que data de tiempos de Gengis Khan, y que se caracteriza por alargar las sílabas durante un tiempo indefinido y por no tener un ritmo claro. Este género musical era normalmente interpretado en grandes eventos como en bodas imperiales.
A pesar de la gran implantación de la música tradicional y de las formas de canto más típicas, A partir del siglo XX, cuando Mongolia se independizó de la China de la dinastía Qing, se generalizaron nuevas formas de interpretar, acercándose a las tesituras vocales medias en perjuicio de las más extremas. Esto fue más palpable desde que el país pasara a formar parte de la esfera de influencia Soviética a partir de los años 20, una influencia que se haría sentir en la música local. De este periodo, que se prolongaría hasta finales de los años 50, destacan voces como Gombyn Tumendemberel.
Desde el punto de vista instrumental, a pesar del evidente cambio en los tipos de voces, no hubo cambios con respecto a la etapa anterior al singlo XX.

### Formación
Hacia finales de los años 60 del siglo XX, Mongolia era un mercado muy pequeño con sólo un millón y medio de habitantes, de los cuales sólo una pequeña parte residía en ciudades y en el que la mayoría de la población se dedicaba al pastoreo nómada residiendo en gers, la vivienda tradicional. A pesar de todo, una pequeña industria discográfica empezó a emerger en Ulan Bator, pues la discográfica soviética Melodiya, se estableció en la capital mongola editando grabaciones, en un principio, de música tradicional. Sin embargo, el régimen comunista era consciente de las nuevas tendencias musicales dominantes tanto en el bloque soviético, como en occidente, por lo que desde el poder, se decidió crear una banda de música moderna como proyección de poder blando. El resultado, fue el grupo Soyol Erdene, considerado el primer grupo pop-rock de Mongolia.
Soyol Erdene, que para muchos, era una suerte de respuesta mongola a The Beatles, revolucionó el panorama musical mongol y desde entonces, otras bandas, al igual que muchos cantantes solistas empezaron a imitar su estilo en los años posteriores. Entre las canciones más populares de la banda destacan: “Setgeliin jigüür” (Las alas de la gente) y “Zurhnii aizam” (Melodía del corazón).
Durante los años 80 fueron emergiendo en la escena musical mongola nuevos vocalistas de música pop como Ts. Narmandakh, D. Erdentsetseg y el cantautor Badaruugan Dulamsuren, antiguo vocalista de Soyol Erdene, que compuso una canción muy recordada titulada “Ulaanbaatariin agar” (El aire puro de Ulan-Bator).

### Auge
A principios de los años 90, cuando el Partido del Pueblo de Mongolia abandonó su control sobre el estado, dando paso a la democracia, cayó la censura presente en la época anterior y floreció un nuevo movimiento cultural que seguía las tendencias musicales tanto de occidente, como de otros países más próximos. De este modo, la música electrónica, y nuevos estilos como el Techno, el Dance o el Hip-Hop empezaron a implantarse en aquel país.
La sobriedad presente tanto en el repertorio, como en la presencia y la puesta en escena de los artistas, evolucionó en canciones con temas más arriesgados y en una imagen más colorida y glamurosa por parte de los cantantes.
Fue en esos años, concretamente en 1993, cuando hizo su debut Sarantuya, Más conocida como Saraa, la que, para muchos, es la reina del M-pop, que alcanzó tal grado de popularidad, que hasta ahora, nadie ha sido capaz de hacerle sombra. Es, de hecho, la cantante que más discos ha vendido en el país asiático.
Tres años después debutó Ariunaa, otra cantante que también llegó a ser muy popular, ganando numerosos premios, aunque lejos de la popularidad de Saraa, su rival directa.
Paralelamente, fueron apareciendo bandas de Rock'n Roll como Hurd y Haranga, además de grupos pop con un sonido más comercial, entre estos últimos, destacan las Boy-bands Camerton y Nomin Talst, además de las bandas vocales femeninas Lipstick, Emotion y Spike.
El auge de todos aquellos nuevos artistas se vio amplificado por la aparición de las emisoras privadas de televisión como UBS, TV5 y Channel 25, que pusieron fin al monopolio de la MNB, la emisora estatal mongola.

### Influencia exterior y boom

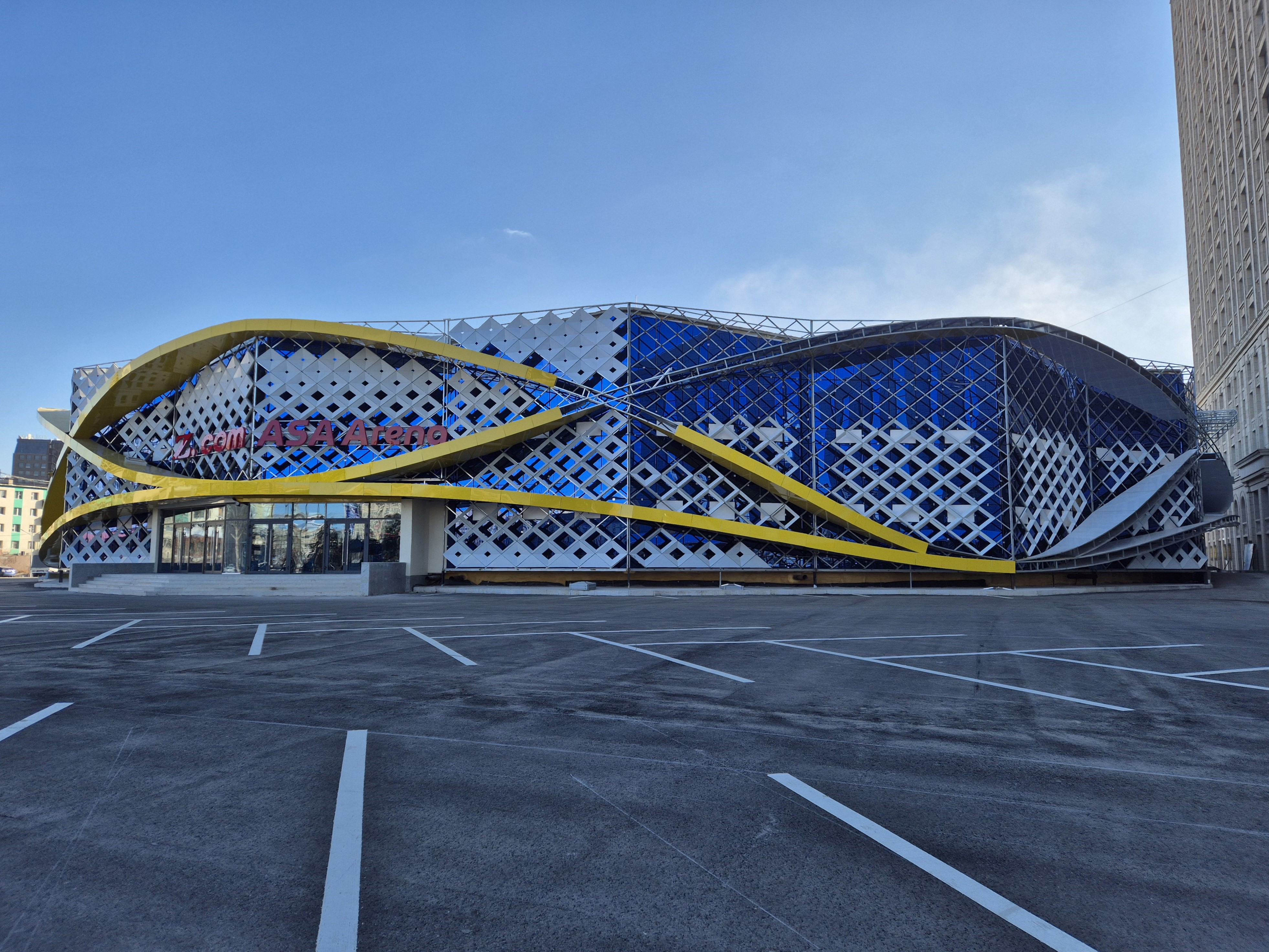
El circo estatal de Ulan-Bator es uno de los edificios habitualmente utilizados para conciertos en la capital mongola.

Después de terminar el siglo XX, emergieron en el panorama musical mongol nuevos sellos discográficos como Hi-Fi Records o Khuur Music Production además de nuevos productores y productoras musicales, entre ellos la renombrada Angirmaa, que lanzaría al estrellato a numerosos cantantes y grupos.
Durante los primeros años del siglo XXI, el pop mongol empezó a sentir la influencia del J-pop, la música pop hecha en Japón, cuya popularidad se había expandido por toda Asia, sin embargo, al mismo tiempo, el país se vio expuesto a la llamada “Nueva ola coreana” así como al pop ruso, cuya influencia nunca llegó a desaparecer.
Fruto de aquellas diversas influencias, la prestigiosa productora Angirmaa, condujo a la fama, entre otras, a Serchmaa, otra cantante cuyo estilo musical y visual, muy diferente e inspirado en el de la japonesa Namie Amuro, llegó a gran parte de la juventud de Mongolia logrando gran popularidad.
La misma productora, fue responsable del nacimiento en el año 2004, de la multirracial girl-band Kiwi, que en los años posteriores se convertiría en una de las bandas más influyentes del pop mongol.
Durante los periodos anteriores, el pop mongol era un fenómeno que había quedado confinado sólo al territorio de Mongolia, sin embargo, a partir de esta época, los cantantes y grupos mongoles empezaron a tener relevancia fuera de su país de origen. En efecto, muchos de estos grupos comenzaron a despertar interés en la vecina China, concretamente en la provincia de Mongolia Interior, donde cinco de sus veinticuatro millones de habitantes son de etnia mongola y en la que la emisora local, Inner Mongolia Radio and Television, suele invitar habitualmente a artistas mongoles para sus eventos.

### Concursos de talentos e Internet
Al igual que el resto de los países de Asia Oriental, las emisoras de televisión mongolas empezaron a organizar certámenes de la canción y concursos de talentos como The Voice o Making the band, que alcanzaron unas altas cotas de audiencia. Por otro lado, fueron apareciendo nuevos artistas, muchos de ellos aupados gracias a internet, las redes sociales y otros medios telemáticos que cuentan cada vez con más usuarios en Mongolia.
De manera paralela, muchos integrantes de grupos surgidos en la etapa anterior, se separaron para dar comienzo a sus carreras en solitario. Es el caso de Bold Dorjsuren, antiguo integrante de Camerton, hoy considerado una de las voces masculinas más amadas del país.
Uka, por su parte, antigua integrante de Kiwi, también se separó de su banda logrando desarrollar una sólida carrera musical y televisiva.

## Artistas
- Ariunaa
- Badaruugan Dulamsuren
- Bold Dorjsuren
- Serchmaa
- Uka
- Kiwi
- Sarantuya
- Uudam